# ولاية سوس
ولاية سوس هو اسم أطلق على ولاية تقع في الجزء الجنوبي من المغرب عاصمتها تارودانت يحدها من الشمال ولاية مراكش ومن الجنوب ولاية تمبكتو وإقليم شنقيط. تأسست الولاية في القرن الثالت عشر وقد شكلت تاريخيا إلى جانب ولاية مراكش وولاية فاس وولاية تافيلالت وولاية تمبكتو وإقليم شنقيط الأقاليم الأساسية للامبراطورية الشريفة.